# 富勒姆大道站
富勒姆大道站（英語：Fulham Broadway tube station）是倫敦地鐵的一個車站。富勒姆大道站位於漢默史密斯-富勒姆區，位於倫敦第2收費區。車站開通於1880年3月1日，當時的名稱是瓦爾漢姆綠地（Walham Green）。車站建築是英國二級登錄建築。